# Robert Trump
Robert Stewart Trump (Queens, 26 de agosto de 1948-Manhattan, 15 de agosto de 2020) fue un desarrollador de bienes raíces y ejecutivo de negocios estadounidense. Era el hermano menor de Donald Trump, el 45.° y 47.°  presidente de los Estados Unidos.

## Infancia y juventud
Robert Stewart Trump nació en la ciudad de Nueva York en el distrito de Queens el 26 de agosto de 1948, hijo de Fred Trump y De Mary Anne MacLeod. Era el menor de sus cinco hijos; sus hermanos eran Maryanne, Fred Jr., Elizabeth Joan y Donald. Asistió a la Universidad de Boston.

## Carrera empresarial
Entró en el negocio de su padre y llegó a administrar las propiedades inmobiliarias de The Trump Organization fuera de Manhattan.
Formó parte de la junta directiva de ZeniMax Media, empresa matriz de Bethesda Softworks, cargo que ocupó a partir de 2000 hasta su muerte en 2020. Durante su mandato como director, ZeniMax publicó series que incluían Fallout, The Elder Scrolls, Doom y Wolfenstein. Su papel en la empresa fue destacado por los medios de comunicación tras el tiroteo en la escuela de Parkland, cuando su hermano vinculó los videojuegos a la violencia, y posteriormente se reunió con varios jefes de la industria, incluido Robert A. Altman, director ejecutivo de ZeniMax. Además de ser miembro de la junta de ZeniMax, Trump fue un inversor en la empresa.
En los años previos a su muerte, fue presidente de Trump Management, una empresa propiedad de los hermanos Trump, incluidos Donald y Robert, así como sus hermanas Maryanne Trump Barry y Elizabeth Trump Grau.
Trabajó también como desarrollador inmobiliario.

### Demanda por el libro de Mary Trump
En junio de 2020, presentó una demanda para impedir la próxima publicación del libro de su sobrina, Mary L. Trump, Siempre demasiado y nunca suficiente. La demanda de Robert se basaba en un acuerdo de confidencialidad de 2001 que Mary firmó al resolver una demanda relacionada con el testamento y el patrimonio de su abuelo Fred Trump.
El juez Hal B. Greenwald de la Corte Suprema de Nueva York dictaminó en julio de 2020 que la editorial del libro, Simon & Schuster, no era parte del acuerdo de confidencialidad de 2001 y que sus derechos para publicar el libro no estaban restringidos por ese acuerdo. Greenwald afirmó que el contrato de Mary Trump con la editorial no le permitía detener la publicación en ese momento. El libro se publicó según lo programado el 14 de julio de 2020.

## Vida personal
Vivía en Millbrook, Nueva York. En 1980, se casó con Blaine Beard, a quien había conocido en una recaudación de fondos de Christie's. Más tarde adoptó a Christopher Hollister Trump-Retchin (nacido en 1978), el hijo de Blaine de su matrimonio anterior con Peter Retchin. Los dos solicitaron el divorcio en 2007. La segunda esposa de Trump fue Ann Marie Pallan, con quien se casó en marzo de 2020. Ella había sido su secretaria durante muchos años.

### Relación con Donald Trump
En 1990, Donald Trump puso a Robert a cargo del casino Taj Mahal en Atlantic City. El casino experimentó problemas importantes con su gran apertura, especialmente los controles financieros de las máquinas tragamonedas, que tardaron meses en rectificarse. Según Jack O'Donnell, un exejecutivo de The Trump Organization, en una de las reuniones «Donald Trump le gritó a su hermano y le echó la culpa de la debacle de las máquinas tragamonedas».
Trump fue un fiel partidario de la carrera política de su hermano. En una entrevista de 2016, declaró: «Apoyo a Donald al mil por ciento».

### Salud y muerte
En junio de 2020, se informó que pasó una semana en cuidados intensivos en el Hospital Monte Sinaí en Manhattan, y posteriormente, el 14 de agosto de 2020, la Casa Blanca anunció que había sido hospitalizado en el Hospital presbiteriano de Nueva York y que su hermano, Donald, lo visitaría. El presidente Donald Trump lo visitó el mismo día, y luego dijo que estaba muy enfermo y que lo estaba «pasando mal». Murió al día siguiente, el 15 de agosto de 2020, a la edad de setenta y un años; no se ha revelado la causa de la muerte. The New York Times citó a un amigo de la familia diciendo que Trump había comenzado recientemente a experimentar hemorragia intracerebral después de una caída. Mary L. Trump, en una entrevista con Greenpeace unos días antes de su muerte, dijo que Robert Trump había estado enfermo y hospitalizado «un par de veces en los últimos tres meses». En un comunicado, el presidente Trump dijo: «Era no solo mi hermano, era mi mejor amigo».